# ARPANET
A Advanced Research Projects Agency Network (acrônimo ARPANET; em português: Rede da Agência para Projetos de Pesquisa Avançada) foi uma rede de computadores construída em 1969 para transmissão de dados militares sigilosos e interligação dos departamentos de pesquisa nos Estados Unidos, inicialmente financiada pela então Agência de Projetos de Pesquisa Avançada (ARPA, atual DARPA) do Departamento de Defesa dos Estados Unidos.
Esta rede foi a primeira a fazer comutação de pacotes à distância e a implementar o protocolo de rede NCP (Network Control Protocol, em português, Protocolo de Controle de Rede) e o protocolo de internet TCP/IP (Transmission Control Protocol/Internet Protocol, em português, Protocolo de Controle de Transmissão/Protocolo de Internet) tornando-se o ponto inicial e a base técnica da rede mundial de computadores, a internet.
A metodologia da comutação foi baseada em conceitos e designs dos cientistas: Leonard Kleinrock, Paul Baran, Donald Davies e Lawrence Roberts. Os protocolos de comunicação TCP/IP foram desenvolvidos para a ARPANET pelos cientistas da computação Robert Kahn e Vint Cerf, com incorporação dos conceitos do projeto francês CYCLADES, dirigido por Louis Pouzin . À medida que o projeto progrediu, os protocolos de interligação foram desenvolvidos, através dos quais várias redes separadas puderam ser unidas em uma rede única.
O acesso à ARPANET foi ampliado em 1981, quando a Fundação Nacional da Ciência (NSF) financiou a Rede de Ciência da Computação (CSNET). Em 1982, o conjunto de protocolos de Internet (TCP/IP) foi introduzido como o protocolo de rede padrão na ARPANET. No início dos anos 1980, a NSF financiou o estabelecimento de centros nacionais de supercomputação em várias universidades e proporcionou interconectividade em 1986 com o projeto NSFNET, que também criou acesso aos sítios eletrônicos por supercomputadores nos Estados Unidos a partir de organizações de pesquisa e educação. A ARPANET foi desativada em 1990.

## História da ARPANET
Historicamente, as comunicações de voz e dados baseavam-se em métodos de comutação de circuitos, como exemplificado na rede telefónica tradicional, em que a cada chamada telefônica é atribuída uma ligação específica, de ponta a ponta, entre as duas estações de comunicação. Essas estações podem ser telefones ou computadores. A linha temporariamente dedicada tipicamente compreende muitas linhas intermediárias que são montadas em uma cadeia que vai da estação de origem até a estação de destino. Com a comutação de pacotes, uma rede pode compartilhar uma única ligação para comunicação entre vários pares de receptores e transmissores.
As primeiras ideias para uma rede de computadores destinada a permitir comunicações gerais entre usuários foram formuladas pelo cientista de computação Joseph Carl Licklider da BBN Technologies, em abril de 1963, em discurso do conceito da "Rede Intergalática de Computadores". Essas ideias abrangiam muitas das características da Internet contemporânea. Em outubro de 1963, Licklider foi nomeado chefe dos programas de Ciências Comportamentais e Comando da Agência para Projetos de Pesquisa Avançada (ARPA) do Departamento de Defesa. Ele convenceu Ivan Sutherland e Bob Taylor de que esse conceito de rede era muito importante e merecia desenvolvimento, embora o mesmo tenha saído da ARPA antes de qualquer contrato ser designado para desenvolvimento.
Sutherland e Taylor continuaram interessados em criar a rede para permitir que pesquisadores patrocinados pela ARPA em vários locais corporativos e acadêmicos utilizassem computadores fornecidos e, em parte, distribuíssem rapidamente novos softwares e outros resultados da ciência da computação. Taylor tinha três terminais de computadores em seu escritório, cada um conectado a computadores separados, que a ARPA estava financiando: um para a Corporação de Desenvolvimento de Sistemas (SDC) Q-32 em Santa Mônica, um para o projeto Genie da Universidade da Califórnia em Berkeley e outro para o Multics no Instituto de Tecnologia de Massachusetts (MIT). Taylor relembra a circunstância:
| “ | Para cada um desses três terminais, eu tinha três conjuntos diferentes de comandos de usuário. Então, se eu estivesse conversando online com alguém na SDC, e eu quisesse falar com alguém que eu conhecia em Berkeley, ou MIT, eu tinha que me levantar do terminal SDC, ir no outro terminal e entrar em contato com eles. Eu disse, "Oh cara!", é óbvio o que fazer: Se você tem esses três terminais, deve ter um terminal que vai para qualquer lugar que você queira ir. Essa ideia é a ARPANET. | ” |

Enquanto isso, desde o início da década de 1960, Paul Baran, da RAND Corporation, pesquisava sistemas que poderiam sobreviver à guerra nuclear e desenvolveu a ideia de comutação de blocos de mensagens adaptáveis distribuída. Donald Davies, do Laboratório Nacional de Física (NPL) do Reino Unido, inventou o mesmo conceito em 1965. Seu trabalho, apresentado por um colega, inicialmente chamou a atenção dos desenvolvedores da ARPANET em uma conferência em Gatlinburg, Tennessee, em outubro de 1967. Ele deu a primeira manifestação pública, tendo cunhado o termo comutação de pacotes, em 5 de agosto de 1968 e incorporou-o à rede NPL na Inglaterra.
Elizabeth J. Feinler, juntamente com uma equipe composta principalmente por mulheres, criou o primeiro Manual de Recursos para a ARPANET em 1969, o que levou ao desenvolvimento do diretório da mesma, possibilitando sua navegação. Larry Roberts, na ARPA, aplicou os conceitos de Davies de comutação de pacotes. A rede NPL, seguida pela ARPANET, foram as duas primeiras redes no mundo a usar a comutação de pacotes e foram conectadas juntas em 1973. A rede NPL estava usando velocidades de linha de 768 kbit/s, e a velocidade proposta para a ARPANET foi atualizada de 2,4 kbit/s para 50 kbit/s.

### Criação

Mapa de distribuição da rede ARPANET em 1974.

Bob Taylor convenceu o diretor da ARPA, Charles Herzfeld, a financiar um projeto de rede em fevereiro de 1966, e Herzfeld transferiu um milhão de dólares de um programa de defesa de mísseis balísticos para o orçamento de Taylor. Taylor contratou Larry Roberts como gerente de programa no Gabinete de Técnicas de Processamento de Informação em janeiro de 1967, para trabalhar na ARPANET. Em abril de 1967, Roberts realizou uma sessão de designs sobre padrões técnicos. Foram discutidos os padrões iniciais para identificação e autenticação de usuários, transmissão de caracteres, verificação de erros e procedimentos de retransmissão. Na reunião, Wesley Clark propôs que minicomputadores chamados Processadores de Mensagens de Interface (IMPs) deveriam ser usados para fazer interface com a rede, em vez dos grandes mainframes que seriam os nós da ARPANET.
Roberts modificou o plano da ARPANET para incorporar a sugestão de Clark. O plano foi apresentado no ACM em Gatlinburg, em outubro de 1967. O trabalho de Donald Davies sobre comutação de pacotes e a rede NPL, apresentado por um colega (Roger Scantlebury), chamou a atenção dos desenvolvedores da ARPANET nesta conferência. Roberts aplicou o conceito de Davies de comutação para a ARPANET, e buscou informações de Paul Baran e Leonard Kleinrock. Com base em seu trabalho anterior sobre a teoria das filas, Kleinrock modelou o desempenho das redes, que sustentaram o desenvolvimento. A velocidade de linha da ARPANET progrediu de 2,4 kbit/s para 50 kbit/s.
Em meados de 1968, Roberts preparou um plano completo para a rede de computadores e deu um relatório a Taylor em 3 de junho, que o aprovou em 21 de junho. Após a aprovação da ARPA, uma solicitação de cotação (RFQ) foi emitida para 140 possíveis licitantes. A maioria das empresas de ciência da computação consideraram a proposta estranha, e apenas doze apresentaram propostas para construir uma rede; Dos doze, a agência considerou apenas quatro como contratados de alto nível. No final do ano, a mesma considerou apenas dois contratantes e outorgou o contrato para construir a rede para a BBN Technologies em 7 de abril de 1969. A equipe inicial de sete pessoas foi muito auxiliada pela especificidade técnica de sua resposta ao RFQ, e assim, rapidamente produziu o primeiro sistema de trabalho. Esta equipe foi liderada por Frank Heart e incluiu Robert Kahn.
A rede proposta pela BBN seguia de perto o plano de Roberts: uma rede composta de pequenos computadores chamados IMPs, semelhante ao conceito posterior de roteadores, que funcionava como gateways interconectando recursos locais. Em cada sítio, os IPMs realizavam funções de troca de pacotes store-and-forward e eram interconectados com linhas alugadas via conjuntos de dados de telecomunicações (modems), com taxas de dados iniciais de 56 kbit/s. Os computadores hospedeiros foram conectados aos IMPs através de interfaces de comunicação serial personalizadas. O sistema, incluindo o hardware e o software de comutação de pacotes, foi projetado e instalado em nove meses. A equipe da BBN continuou a interagir com a equipe da NPL.
Os IMPs de primeira geração foram construídos usando uma versão robusta do computador Honeywell DDP-516 configurado com 24 KB de memória de núcleo magnético expansível e uma unidade de acesso direto à memória (DMC) de 16 canais. O DMC estabeleceu interfaces personalizadas com cada um dos computadores. Além das lâmpadas do painel frontal, o computador DDP-516 também possui um conjunto especial de 24 lâmpadas indicadoras que mostram o status dos canais de comunicação do IMP. Cada IMP pode suportar até quatro hospedeiros locais e pode se comunicar com até seis IMPs remotos por meio de linhas alugadas. A rede conectou um computador em Utah com três na Califórnia. Mais tarde, o Departamento de Defesa permitiu que as universidades se juntassem à rede para compartilhar recursos.

### Metas dedesign
Em A Brief History of the Internet (em português: Uma Breve História da Internet), a Internet Society nega que a ARPANET tenha sido projetada para sobreviver a um ataque nuclear: "Foi a partir do estudo da RAND que o falso boato começou, alegando que a ARPANET estava de alguma forma relacionada à construção de uma rede resistente à guerra nuclear. Isso nunca foi verdade, mas foi um aspecto do estudo anterior sobre comunicação segura. O trabalho posterior sobre interligação de redes enfatizou a robustez e a capacidade de sobrevivência, incluindo a capacidade de suportar perdas de grandes porções das redes subjacentes."
O estudo da RAND Corporation foi conduzido por Paul Baran e foi o primeiro a construir um modelo teórico para comunicação usando comutação de pacotes. Em uma entrevista, ele confirmou que, embora a ARPANET não compartilhasse exatamente o objetivo de seu projeto, seu trabalho contribuiu muito para o desenvolvimento da mesma. Atas tomadas por Elmer Shapiro, do SRI International, na reunião de 9 a 10 de outubro de 1967 da ARPANET, indicam que uma versão do método de roteamento de Baran e a sugestão de usar um tamanho fixo de pacote deveriam ser empregados. De acordo com Stephen J. Lukasik, que como Diretor da DARPA (1967-1974) foi "a pessoa que assinou a maioria dos cheques para o desenvolvimento da ARPANET":
| “ | O objetivo era explorar novas tecnologias de computação para atender às necessidades de comando e controle militar contra ameaças nucleares, conseguir o controle das forças nucleares dos EUA e melhorar a tomada de decisões militares e táticas de gerenciamento. | ” |

A ARPANET incorporou computação distribuída e recálculo frequente de tabelas de roteamento. Isso aumentou a capacidade de sobrevivência da rede diante de uma interrupção significativa. O roteamento automático era tecnicamente desafiador no momento. A ARPANET foi projetada para sobreviver às perdas de redes subordinadas, já que o principal motivo era que os nós de comutação e as ligações de rede não eram confiáveis, mesmo sem ataques nucleares. A escassez de recursos apoiou a criação da ARPANET, de acordo com Charles Herzfeld, diretor da ARPA (1965–1967):
| “ | A ARPANET não foi iniciada para criar um Sistema de Comando e Controle que sobreviveria a um ataque nuclear, como muitos agora afirmam. Construir esse sistema era, claramente, uma necessidade militar importante, mas não era a missão da ARPA fazer isso; na verdade, teríamos sido severamente criticados se tivéssemos tentado. Em vez disso, a ARPANET saiu da nossa frustração de que havia apenas um número limitado de grandes e poderosos computadores de pesquisa no país, e que muitos investigadores de pesquisa, que deveriam ter acesso a eles, estavam geograficamente separados. | ” |

A ARPANET foi operada pelos militares durante as duas décadas de sua existência, até 1990. A mesma inicial consistia em quatro IMPs:
- Universidade da Califórnia, onde Kleinrock estabeleceu um Centro de Medição de Rede, com um SDS Sigma 7, sendo o primeiro computador conectado a ele;[45]
- O Centro de Pesquisa do Instituto de Pesquisa de Stanford (atual SRI International), onde Douglas Engelbart criara o inovador sistema NLS, um sistema de hipertexto inicial importante, e administraria o Centro de Informação de Rede (NIC) com o SDS 940 e criou o NLS, chamado "Genie", sendo o primeiro hospedeiro anexado;[46]
- Universidade da Califórnia em Santa Bárbara (UCSB), com o IBM 360/75 do Centro de Matemática Interativa Culler-Fried, executando o sistema operacional OS/MVT;[45]
- Escola de Computação da Universidade de Utah, onde Ivan Sutherland se mudou, executando um DEC PDP-10 operando em TENEX.[46]

A primeira mensagem bem-sucedida foi enviada pelo programador estudantil da UCLA, Charley Kline, às 22:30 h UTC−8 em 29 de outubro de 1969 (6:30 UTC+0 em 30 de outubro de 1969), na Boelter Hall 3420. A mensagem de Kline foi transmitida do computador SDS 7 da universidade para o computador SDS 940 do Instituto de Pesquisa de Stanford. O texto da mensagem era a palavra "login"; em uma tentativa anterior, as letras "l" e "o" foram enviadas, mas o sistema então caiu. Assim, a primeira mensagem literal na ARPANET foi "lo". Cerca de uma hora depois, após os programadores repararam o código que causou a falha, o computador enviou o nome "login" completo. A primeira ligação permanente na ARPANET foi estabelecida em 21 de novembro de 1969, entre o IMP da UCLA e do Instituto. Em 5 de dezembro de 1969, toda a rede de quatro nós foi estabelecida.

### Expansão e regras

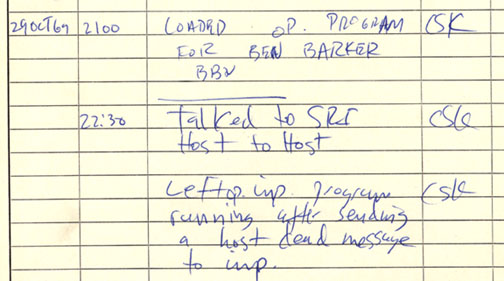
Registro da primeira mensagem já enviada via ARPANET, em 1969.

Em março de 1970, a ARPANET chegou à Costa Leste dos Estados Unidos, quando um IMP da BBN em Cambridge, Massachusetts, estava conectado à rede. A partir de então, a mesma cresceu: 9 IMPs em junho 1970 e 13 até dezembro, depois 18 em setembro de 1971 (quando a rede contava com 23 universidades e servidores do governo); 29 IMPs em agosto de 1972 e 40 em setembro de 1973. Em junho de 1974 haviam 46 e, em julho de 1975, a rede contava com 57 IMPs. Em 1981, o número era de 213 computadores hospedeiros, com outro se conectando a cada vinte dias. Em 1973, uma ligação de satélite transatlântico ligou a Árvore Sísmica Norueguesa (NORSAR) à ARPANET, tornando a Noruega o primeiro lugar fora do território americano a ser conectado à rede. Mais ou menos na mesma época, um circuito terrestre adicionou um IMP de Londres.
Em 1975, a ARPANET foi declarada "operacional". A Agência de Comunicações de Defesa assumiu o controle, uma vez que a ARPA pretendia financiar pesquisas avançadas. Em setembro de 1984, o trabalho foi completado com a reestruturação da ARPANET, dando aos militares dos EUA sua própria Rede Militar (MILNET) para comunicações não confidenciais do departamento de defesa. Gateways controlados conectaram as duas redes. A combinação foi chamada de Rede de Dados de Defesa (em inglês: Defense Data Network, DDN). A separação das redes civil e militar reduziu a ARPANET de 113 nós em 68 nós. A MILNET mais tarde se tornou a NIPRNet. Devido ao seu financiamento governamental, certas formas de tráfego foram desencorajadas ou proibidas. Um manual de 1982 sobre computação no AI Lab declarou sobre a rede:
| “ | Considera-se ilegal usar a ARPANet para qualquer coisa que não seja de apoio direto de negócios do Governo... mensagens pessoais para outros usuários da ARPANet (por exemplo, para organizar um encontro ou checar e dizer um amistoso) não são geralmente consideradas prejudiciais... O envio de correio eletrônico pela ARPANet para fins comerciais ou políticos é anti-social e ilegal. Ao enviar tais mensagens, você pode ofender muitas pessoas e é possível fazer com que o MIT tenha sérios problemas com as agências governamentais que gerenciam a ARPANet. | ” |

### Tecnologia
O suporte para circuitos inter-IMP de até 230,4 kbit/s foi adicionado em 1970, embora considerações de custo e poder de processamento significassem que essa capacidade não era usada ativamente. Em 1971 deu-se início ao uso do Honeywell 316 não robusto (e, portanto, significativamente mais leve) como um IMP. Também pode ser configurado como um Processador de Interface Terminal (TIP), que fornece suporte ao servidor para até 63 terminais seriais ASCII, através de um controlador de várias linhas no lugar de um dos computadores hospedeiros. O 316 apresentou um maior grau de integração do que o 516, o que o tornou menos dispendioso e mais fácil de manter. O 316 foi configurado com 40 kB de memória principal para um TIP. O tamanho da memória principal foi aumentado posteriormente, para 32 kB para os IMPs e 56 kB para os TIPs, em 1973.
Em 1975, a BBN introduziu o software IMP rodando no multiprocessador Pluribus. Estes apareceram em alguns sítios. Em 1981, foi introduzido o que roda em seu próprio processador C/30. Em 1983, os protocolos TCP/IP substituíram o NCP como protocolo principal da ARPANET, e ela tornou-se uma sub-rede da Internet antiga. Os IMPs e TIPs originais foram eliminados à medida que a ARPANET foi encerrada após a introdução da NSFNet, mas alguns IMPs permaneceram em funcionamento até julho de 1990. O Relatório de Conclusão da ARPANET, publicado em conjunto pela BBN e pela ARPA, conclui que "não é apropriado esquecer a nota de que o programa ARPANET teve um forte e direto feedback no suporte e força da ciência da computação, a partir do qual a própria rede surgiu." Na esteira do desmantelamento da ARPANET em 28 de fevereiro de 1990, Vinton Cerf escreveu a seguinte lamentação, intitulada "Réquiem da ARPANET":
| “             | Foi o primeiro e, sendo o primeiro, foi o melhor, mas agora nos deitamos para descansar. Agora parei por um momento, derrame algumas lágrimas. Por Auld Lang Syne, por amor, por anos e anos de serviço fiel, dever cumprido, eu choro. Deite seu pacote agora, ó amigo, e durma. | ” |
| — Vinton Cerf | |   |

O senador Albert Gore Jr. foi o autor da Lei de Computação e Comunicação de Alto Desempenho em 1991, comumente referido como "The Gore Bill", depois de ouvir o conceito de 1988 de uma Rede Nacional de Pesquisa apresentado ao Congresso por um grupo presidido por Leonard Kleinrock. O projeto foi aprovado em 9 de dezembro de 1991 e levou à Infraestrutura Nacional de Informação (NII), que Gore chamou de autoestrada da informação. O projeto ARPANET foi honrado com dois marcos IEEE, ambos dados em 2009.

## Protocolos
O ponto de partida para a comunicação entre hospedeiros da ARPANET em 1969 foi o protocolo de 1822, que definiu a transmissão de mensagens para um IMP. O formato de mensagem foi projetado para funcionar sem ambiguidade e com uma ampla variedade de arquiteturas de computadores. Uma mensagem de 1822 consistia, basicamente, em um tipo de mensagem, endereço numérico de computador e campo de dados. Para enviar uma mensagem de dados para outro, o computador de transmissão formatava a mensagem contendo o endereço do destinatário e, após a mensagem ser enviada, transmitia a mesma pela interface de hardware do 1822. O IMP então entregou a mensagem ao seu endereço de destino, estando ele conectado localmente ou a outro IMP.
Quando a mensagem era entregue ao hospedeiro de destino, o IMP de recebimento transmitia uma confirmação de pronto para a próxima mensagem (RFNM) para o de envio. Ao contrário dos modernos datagramas da Internet, a ARPANET foi projetada para transmitir mensagens 1822 de forma confiável e para informar o computador quando ele perde uma mensagem; o IP contemporâneo não é confiável, enquanto o TCP é. No entanto, o protocolo de 1822 mostrou-se inadequado para lidar com várias conexões entre diferentes aplicativos. Esse problema foi resolvido com o Programa de Controle de Rede (NCP), que forneceu um método padrão para estabelecer ligações de comunicação bidirecionais confiáveis, controlados por fluxo, entre diferentes processos em diferentes computadores.
A interface NCP permitiu que o software de aplicação se conectasse através da ARPANET implementando protocolos de comunicação de nível superior, um exemplo recente do conceito de camadas de protocolo incorporado ao modelo OSI. Em 1983, os protocolos TCP/IP substituíram o NCP como o protocolo principal da ARPANET, e ela se tornou um componente da Internet inicial.

### Aplicativos de rede
O NCP forneceu um conjunto padrão de serviços de rede que podem ser compartilhados por vários aplicativos em execução em um único computador. Isso levou à evolução dos protocolos de aplicativos que operavam, mais ou menos, independentemente do serviço de rede subjacente e permitiam avanços independentes nos protocolos. Em 1971, Ray Tomlinson, da BBN, enviou o primeiro e-mail de rede (RFC 524 e 561). Em 1973, os correios eletrônicos constituía 75% do tráfego da ARPANET.
Em 1973, a especificação do Protocolo de Transferência de Arquivos (FTP) foi definida (RFC 354) e implementada, permitindo a transferência de arquivos pela ARPANET. As especificações da Rede de Protocolo de Voz (NVP) foram definidas em 1977 (RFC 741), então implementadas, mas, devido a deficiências técnicas, as chamadas de conferência pela ARPANET nunca funcionaram bem; o contemporâneo Voz sobre IP (VoIP) estava a décadas de distância.

### Proteção
O algoritmo hash Purh Polynomial foi desenvolvido para a ARPANET para proteger senhas em 1971, a pedido de Larry Roberts, chefe da ARPA na época. Ele calculou um polinômio de grau 224 + 17, modulo de 64 bits e p = 264 − 59. O algoritmo foi usado posteriormente pela DEC para senhas no sistema operacional VMS e ainda está sendo usado para esse propósito.

## Na cultura popular
A ARPANET é bastante citada na cultura popular, principalmente em séries, onde tratam a história da Internet. O artista de música eletrônica Gerald Donald, um dos membros do Drexciya, tornou-se conhecido como "Arpanet". O seu álbum de 2002, Wireless Internet, apresenta comentários sobre a expansão da rede via comunicação sem fio e possui uma canção sobre a NTT DoCoMo. A net também é referenciada em Computer Networks: The Heralds of Resource Sharing, um documentário de 30 minutos apresentando Fernando Corbató, Joseph Licklider, Lawrence Roberts, Robert Kahn, William Sutherland, Richard Watson, Donald Davies e entre outros.
O episódio "Scenario", de fevereiro de 1985, da comédia televisiva norte-americana Benson (6ª temporada, episódio 20), foi a primeira incidência de um popular programa de TV fazendo referência direta à Internet ou seus progenitores. A série de televisão de 1993, The X-Files, fala sobre a rede em um episódio da 5ª temporada, intitulado "Unusual Suspects". John Fitzgerald Byers oferece ajuda a Susan Modeski invadindo a ARPANET para obter informações confidenciais. Thomas Pynchon menciona a ARPANET em seu romance de 2009, Inherent Vice, que se passa em Los Angeles em 1970, e em seu romance de 2013, Bleeding Edge.
Na série de televisão Person of Interest, o personagem principal, Harold Finch, hackeou a ARPANET em 1980 usando um computador caseiro durante seus esforços para construir um protótipo da máquina. Isso gera um vírus, interrompendo temporariamente as funções da ARPANET. O verídico hackeamento da ARPANET foi discutido pela primeira vez no episódio "2PiR", onde um professor chamou o mais famoso hacker da história, porém o caso não foi resolvido. Finch mencionou mais tarde uma pessoa de interesse, Caleb Phipps, e seu papel foi indicado pela primeira vez quando ele mostrou conhecimento de que foi feito por "um garoto com um computador caseiro."
Além disso, o episódio 7, da 2ª temporada da série de espionagem, The Americans, é chamado 'ARPANET' e apresenta infiltração russa para perturbar a rede. Já na terceira temporada da série de televisão Halt and Catch Fire, o personagem Joe MacMillan explora a potencial comercialização da rede.

### Áudios
- «Oral history interview with Robert E. Kahn». Charles Babbage Institute (em inglês). Universidade de Minnesota, Minneapolis. 24 de abril de 1990. Consultado em 15 de maio de 2008 Relata o papel de Kahn no desenvolvimento de redes de computadores de 1967 até o início dos anos 1980. Começando com o trabalho na BBN Technologies, fala também do envolvimento com a ARPANET, que estava sendo escrita e então implementada, e seu papel na demonstração pública da mesma. A entrevista afirma que, após se mudar para o IPTO em 1972, ele foi responsável pela evolução administrativa e técnica da ARPANET, incluindo programas de rádio, o desenvolvimento do novo protocolo de rede, TCP/IP, e a mudança para conectar a várias redes.
- «Oral history interview with Vinton Cerf» (em inglês). Universidade de Minnesota, Minneapolis: Charles Babbage Institute. 24 de abril de 1990. Consultado em 1 de julho de 2008 Cerf descreve seu envolvimento com a rede ARPA e suas relações com a BBN, Robert Kahn, Lawrence Roberts e o Network Working Group.
- «Oral history interview with Paul Baran». Charles Babbage Institute (em inglês). Universidade de Minnesota, Minneapolis. 5 de março de 1990. Consultado em 1 de julho de 2008 Baran descreve seu trabalho na RAND e fala sobre sua interação com o ARPA que foi responsável pelo desenvolvimento posterior da ARPANET.
- «Oral history interview with Leonard Kleinrock» (em inglês). Universidade de Minnesota, Minneapolis: Charles Babbage Institute. 3 de abril de 1990. Consultado em 1 de julho de 2008 Kleinrock fala sobre seu trabalho na ARPANET.
- «Oral history interview with Larry Roberts». Charles Babbage Institute (em inglês). Universidade de Minnesota, Minneapolis. 4 de abril de 1989. Consultado em 1 de julho de 2008
- «Oral history interview with Stephen Lukasik». Charles Babbage Institute. Universidade de Minnesota, Minneapolis. 17 de outubro de 1991. Consultado em 1 de julho de 2008 Lukasik fala sobre seu mandato na Agência de Projetos de Pesquisa Avançada (ARPA), o desenvolvimento de redes de computadores e a ARPANET.

### Outros
- Roberts, Larry; Marrill, Tom (outubro de 1966). «Toward a Cooperative Network of Time-Shared Computers». Fall AFIPS Conference. Consultado em 25 de novembro de 2018. Arquivado do original em 1 de abril de 2002
- Roberts, Larry (outubro de 1967). «Multiple computer networks and intercomputer communication». ACM Symposium on Operating System Principles. Consultado em 25 de novembro de 2018. Arquivado do original em 3 de junho de 2002
- Davies, D. W.; Bartlett, K. A.; Scantlebury, R. A.; Wilkinson, P. T. (outubro de 1967). «A digital communications network for computers giving rapid response at remote terminals». ACM Symposium on Operating Systems Principles. Consultado em 25 de novembro de 2018
- Heart, Frank; Kahn, Robert; Ornstein, Severo; Crowther, William; Walden, David (1970). The Interface Message Processor for the ARPA Computer Network (PDF). [S.l.]: 1970 Spring Joint Computer Conference. AFIPS Proc. p. 551–567. doi:10.1145/1476936.1477021
- Carr, Stephen; Crocker, Stephen; Cerf, Vinton (1970). Host-Host Communication Protocol in the ARPA Network (PDF). [S.l.]: 1970 Spring Joint Computer Conference. AFIPS Proc. p. 589–598. RFC 33. doi:10.1145/1476936.1477024. Consultado em 26 de novembro de 2018
- Ornstein, Severo; Heart, Frank; Crowther, William; Russell, S. B.; Rising; H. K., Michel, A. (1972). The Terminal IMP for the ARPA Computer Network. [S.l.]: 1972 Spring Joint Computer Conference. AFIPS Proc. p. 243–254. doi:10.1145/1478873.1478906. Consultado em 26 de novembro de 2018
- McQuillan, John; Crowther, William; Cosell, Bernard; Walden, David; Heart, Frank (1972). Improvements in the Design and Performance of the ARPA Network. [S.l.]: 1972 Fall Joint Computer Conference part II. AFIPS Proc. p. 741–754. doi:10.1145/1480083.1480096. Consultado em 26 de novembro de 2018
- Feinler, Elizabeth J.; Postel, Jonathan B. (janeiro de 1978). ARPANET Protocol Handbook, NIC 7104. Menlo Park: Network Information Center (NIC), SRI International. ASIN B000EN742K. Consultado em 26 de novembro de 2018
- Roberts, Larry (novembro de 1978). The Evolution of Packet Switching. [S.l.]: Proceedings of the IEEE. p. 1307–1313. doi:10.1109/PROC.1978.11141. Consultado em 26 de novembro de 2018. Arquivado do original em 24 de março de 2016
- Roberts, Larry (setembro de 1986). «The ARPANET & Computer Networks». ACM. Consultado em 26 de outubro de 2018. Arquivado do original em 24 de março de 2016